# Zeta
Zeta — рід грибів родини Pseudoperisporiaceae. Назва вперше опублікована 1961 року.

## Класифікація
До роду Zeta відносять 1 вид:
- Zeta viticifolii.

## Поширення та середовище існування
Знайдений у Бразилії на листках Vitex pausheana.